# The Haunted
The Haunted é uma banda sueca de metal extremo de Gotemburgo, formada em 1996. Os membros originais eram Anders e Jonas Björler, Peter Dolving, Adrian Erlandsson e Patrik Jensen . Ambos os irmãos Björler e o baterista Adrian Erlandsson eram membros da banda de death metal melódico At the Gates, uma das forças pioneiras na cena do death metal sueco.

## Formação (1996-1999)
Em 27 de julho de 1996, Patrik Jensen co-criou a banda com Adrian Erlandsson, que acabara de se tornar um ex-membro do At the Gates, devido a separação das bandas no dia anterior. Eles fizeram sua demo, chamada Demo '97 , em 1997.
A banda lançou seu primeiro álbum, enquanto assinou com a Earache Records, o auto-intitulado The Haunted , em 1998. O álbum acabou sendo elogiado como Newcomer of the Year por várias revistas, e o álbum sendo chamado de Álbum do Ano pela revista Terrorizer. The Haunted fez uma respeitável reputação ao vivo encenando a cena metal sueca, bem como a cena internacional, em turnê no Reino Unido com Napalm Death .
Após o lançamento deste álbum, Peter Dolving e Adrian Erlandsson deixaram a banda em 1999, o primeiro com foco em uma carreira solo e o último se juntando ao Cradle of Filth . Seus substitutos foram Marco Aro e Per Möller Jensen. A banda começou a gravar seu segundo álbum logo depois.

## Made Me Do It (2000-2002)
Seu segundo álbum, Made Me Do It , lançado em 2000, era mais melódico e lembrava o estilo de Gotemburgo (com bandas como  In Flames, At the Gates e Dark Tranquillity) mais do que o old-school thrash metal que era usado no disco anterior. Marcou pela estreia de Marco Aro aos vocais após desentendimentos da banda com Peter Dolving. Originalmente chamado de Made Me Do It , ficou em primeiro lugar no CMJ Loud Rock Radio Chart em quatro semanas, e ganhou um Grammis de Melhor Álbum Hard Rock . O álbum foi seguido por turnês européias com Entombed e Nile , The Crownno Reino Unido e no In Flames no Japão. O The Haunted tocou em festivais como 2000 Decibel , Hultsfred (ambos na Suécia), Graspop e Wacken Open Air. Posteriormente, a banda lançou seu primeiro álbum ao vivo - Live Rounds, em Tóquio . [2]
Em agosto de 2001, o guitarrista / compositor Anders Björler deixou a banda e ele foi temporariamente substituído por Marcus Sunesson da turnê do The Crown for The Haunted. em menos de um ano, Björler retornou à banda.

## One Kill WondereRevolver(2003–2005)
O próximo álbum foi lançado em fevereiro de 2003 e foi intitulado One Kill Wonder. The Haunted quebrou seu próprio recorde de ser listado no número um na CMJ Loud Rock Radio Chart em cinco semanas. A Alternative Press aclamou The Haunted como uma das 25 bandas mais importantes do metal. One Kill Wonder é o terceiro álbum de estúdio de The Haunted . Foi lançado em 17 de fevereiro de 2003.
"DOA" serviu como único single do álbum. Foi acompanhado por um videoclipe que encontrou uma exibição limitada de televisão devido à sua natureza gráfica. A música também está disponível como uma música para download no videogame Rock Band. Marco Aro deixou a banda depois desse disco. No entanto, ele mais tarde voltaria a gravar os vocais para o álbum de estúdio do The Haunted em 2014, Exit Wounds.
One Kill Wonder resultou na banda dominando as paradas de álbuns de todo o mundo, e suas primeiras turnês na Austrália e África do Sul , outra turnê no Japão e um segundo Grammis. Depois de outra turnê na Escandinávia , América do Norte , Reino Unido e Europa no outono de 2003, a saída repentina de Marco Aro foi um choque. Porém, isso abriu uma nova chance de construir uma reunião com o ex-vocalista Peter Dolving.
Seu primeiro álbum com Peter Dolving de volta ao posto (e assinou um novo contrato com a Century Media ), foi intitulado Revolver . O novo álbum foi lançado em outubro de 2004 e nomeado como era para transmitir a evolução da banda e a música que toca como um todo. O Revolver foi recebido com uma boa quantidade de apoio dos fãs e aclamação da crítica, e a banda excursionou pelo mundo extensivamente em apoio a ele, incluindo um segundo lugar no Ozzfest 2005. Em 2 de fevereiro de 2005, Marco Aro fez seu último show em Estocolmo, Suécia, mas como cantor convidado. Em 2006, a banda se apresentou na turnê Extreme The Dojo vol.15 no Japão com Exodus e Nile , enquanto Edge of Spirit abriu para eles.

## The Daed Eye (2006-2007)
O quinto álbum de estúdio do Haunted, The Dead Eye , foi lançado em 30 de outubro de 2006 na Europa. Mostrando um lado mais sinistro dos vocais de Dolving e uma apresentação musical mais técnica. Foi lançado nos EUA em 31 de outubro de 2006. Mais tarde, eles excursionaram pela Europa e fizeram turnê com Dark Tranquillity , Into Eternity e Scar Symmetry para a turnê America Metal For The Masses. Eles também excursionaram pela Europa para a turnê Cursed Earth com bandas como Wolf, Municipal Waste e Lyzanxia e fez uma pausa para depois voltar a tocar em turnês e alguns shows na Rússia.

## Versus (2008-2009)
Seu sexto álbum de estúdio, Versus , foi lançado em 17 de setembro de 2008 na Suécia, 19 a 24 de setembro no resto da Europa, e 14 de outubro nos EUA. Em abril de 2010, a banda lançou um CD ao vivo chamado Road Kill, e eles tocaram como banda de abertura da turnê de 2010 do Slayer. A banda também foi confirmada como parte da trilha sonora do remake de 2010 da [platterhouse da Namco Bandai Games .

## Unseen (2010-2012)
Em abril de 2010, Dolving revelou que eles começaram a escrever um novo material, e a gravação de um sétimo álbum começou no mesmo outono. Em 30 de dezembro, a banda anunciou que o próximo álbum seria chamado de Unseen e lançado em março de 2011.
A primeira prévia do álbum foi em 22 de janeiro de 2011, quando a banda tocou a música "No Ghost" foi transmitida ao vivo pela TV e rádio em toda a Suécia.
Em 29 de fevereiro de 2012, Peter Dolving deixou a banda novamente. Em 1 de março de 2012, The Haunted anunciou audições de vocalistas através da página do Facebook:
| " | O Haunted está à procura de uma nova voz ... Candidatos sérios, por favor, enviem os seus envios, incluindo duas músicas do catálogo Haunted Back e algumas palavras para descrever a si mesmo. Imagens e links para clipes de vídeo de desempenho são muito apreciados e serão mais valiosos no processo de triagem. Envie sua inscrição para o endereço de e-mail acima. Obrigado! | " |

Em 16 de outubro de 2012, mais dois membros da banda, o guitarrista Anders Björler e o baterista Per Möller Jensen desistiram, deixando o futuro da banda incerto. Jonas anunciou no The Band's Facebook que tanto ele quanto Patrik ainda estavam profundamente comprometidos com a banda, mas agora que outros dois membros da banda partiram, eles estão incertos sobre o futuro da banda, criando assim um hiato.

## Exit Wounds(2014–2016)
Patrik Jensen e Jonas Björler tiveram uma discussão na festa de 40 anos do próprio Jonas, para não deixar o The Haunted se separar, e quando Jensen perguntou a Björler quem seria o novo vocalista da banda, Björler só conseguia pensar no ex-membro Marco Aro. Alguns dias depois, Jensen telefonou para Aro para se juntar a The Haunted. Aro sentia falta de estar na banda e tentava se juntar, mas havia uma série de empecilhos. No começo foi hesitante devido às turnês agitadas que ele fazia com a banda no passado, que Aro não estava interessado em fazer, algo que o The Haunted tinha se acostumado em fazer por quase uma década em que Aro esteve fora. Algo que também atrapalhou foi a luta contra o vício em drogas por parte de Marco Aro. Naquela época e com ele para estar de volta na banda novamente, ele não queria que isso voltasse a acontecer, já que também lhe dava problemas dentro de sua família, com quem ele precisava discutir a volta da banda também. Aro também está na banda The Resistance e não queria ter horários conflitantes com as duas bandas, então ele teve que discutir com The Resistance também.
Aro disse a Jensen que ele lhe daria uma resposta duas semanas depois. Até então, a banda tinha mostrado a ele o colapso das futuras turnês, que interessavam a Aro se juntar ao The Haunted. Antes de revelar publicamente as informações da nova formação da banda, Aro apenas afirmou que havia boas notícias vindo da banda. Sua foto estava em uma silhueta no Facebook oficial da bandano dia anterior a banda anunciou uma nova formação. Adrian Erlandsson, um ex-membro, voltou para a banda também. Ola Englund de Six Feet Under ocupou o posto de novo guitarrista da banda. A banda começou então a escrever para um EP chamado Eye of the Storm, lançado em 20 de janeiro de 2014 na Europa e 21 de janeiro de 2014 na América do Norte. A banda também estava ensaiando antes do anúncio da nova formação para se apresentar pela primeira vez ao vivo com este lineup no 70000 Tons of Metal que ocorreu de 27-31 de janeiro de 2014.
Em 1 de julho de 2014, foi anunciado que o novo álbum seria intitulado Exit Wounds , com a data de lançamento de 25 de agosto de 2014 na Europa e 2 de setembro de 2014 na América do Norte. A lista de faixas e a capa do álbum foram reveladas no mesmo dia também. 
Strength in Numbers (2017-Presente)
Em 10 de maio de 2017, a Century Media Records anunciou que o nono álbum de estúdio da banda intitula-se Strength in Numbers e foi lançado mundialmente em 25 de agosto de 2017. Destaque às faixas Brute Force, Spark e Preachers of Death que receberam videoclipes. 

## Membros

### Atuais
- Marco Aro - vocais
- Ola Englund - guitarra
- Jensen - guitarra, backing vocals
- Jonas Björler - baixo, backing vocals
- Adrian Erlandsson - bateria

### Ex-integrantes
- Adrian Erlandsson - bateria
- Peter Dolving - vocais
- John Zwetsloot - guitarra
- Ole Ôhman – bateria

## Discografia
Álbuns de estúdio
- The Haunted (1998)
- Made Me Do It (2000)
- One Kill Wonder (2003)
- Revolver (2004)
- The Dead Eye (2006)
- Versus (2008)
- Unseen (2011)
- Exit Wounds (2014)
- Strengh in Numbers (2017)

Outras gravações
- Demo '97, 1997 (demo)
- Live Rounds in Tokyo, 2001 (ao vivo)
- The Haunted - Caught On Tape, 2002 (DVD)
- Tsunami Benefit, 2005 (álbum split)